# Quinquenove

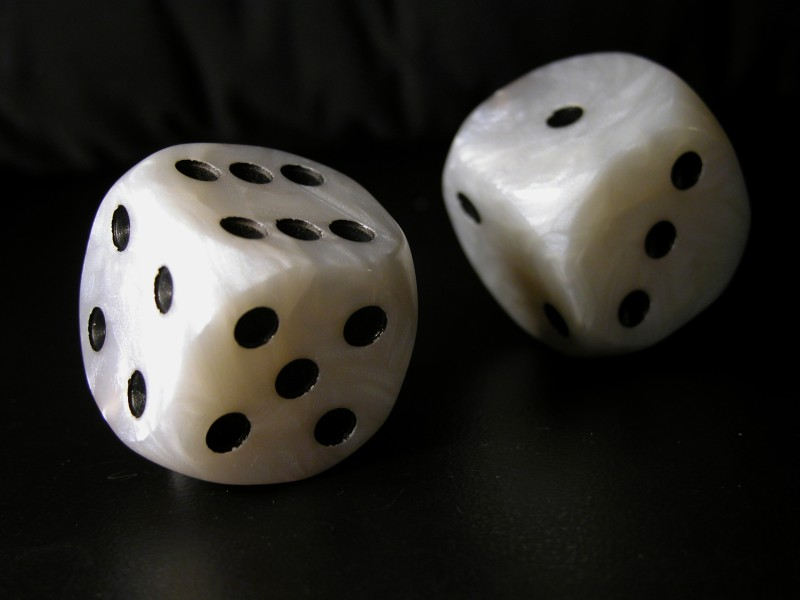
Spielwürfel

Quinquenove (ital.: fünf und neun) ist ein historisches Würfel-Glücksspiel mit zwei Augenwürfeln.

## Die Regeln
Beliebig viele Pointeure setzen gegen den Bankhalter; wirft der Bankhalter mit den beiden Würfeln
- 5 oder 9 Augen, so gewinnen die Pointeure im Verhältnis 1:1,
- 3 oder 11 Augen oder eine Dublette, so gewinnt der Bankhalter,
- 4, 6, 7, 8, oder 10 Augen, so bleiben die Sätze stehen, und der Bankhalter würfelt erneut.

(Quelle: Meyers Konversationslexikon von 1908)

## Gewinnwahrscheinlichkeit und Bankvorteil
Von den 36 möglichen Wurfkombinationen sind nur 18 Würfe spielentscheidend, davon
- gewinnen acht Kombinationen für die Pointeure, nämlich 1–4, 2–3, 3–2, 4–1, 3–6, 4–5, 5–4, 6–3 und
- zehn Kombinationen für den Bankhalter, nämlich 1–2, 2–1, 5–6, 6–5, 1–1, 2–2, 3–3, 4–4, 5–5 und 6–6.

Die Gewinnwahrscheinlichkeit für die Pointeure beträgt somit 8/18 = 44,4 %, der Bankvorteil 2/18 = 11,1 %.
Eine Analyse des Spiels findet sich bereits im Essai d'analyse sur les jeux de hasard von Pierre de Rémond de Montfort aus dem Jahre 1708  und stammt aus der Anfangszeit der Wahrscheinlichkeitstheorie.